# Erdős–Ulam-probléma
A matematika területén az Erdős–Ulam-probléma azt a kérdést veti fel, hogy vajon a síknak léteznek-e olyan sűrű részhalmazai, melyek pontjainak euklideszi távolságai kivétel nélkül racionális számok. A probléma nevét Erdős Pálról és Stanisław Ulamról kapta.

## Nagy ponthalmazok racionális távolságokkal
Az Erdős–Anning-tétel kimondja, hogy az egymástól egész távolságra lévő pontok vagy véges számúak, vagy mind egyetlen egyenesen fekszenek. Léteznek azonban egyéb végtelen ponthalmazok, melyek távolsága racionális. Például az egységkörön S legyen a következő pontok halmaza:
{\displaystyle (\cos \theta ,\sin \theta )},
ahol {\displaystyle \theta }-t azokra az értékekre korlátozzuk, melyekre {\displaystyle \tan {\tfrac {\theta }{4}}} racionális szám. Ezeknél a pontoknál {\displaystyle \sin {\tfrac {\theta }{2}}} és {\displaystyle \cos {\tfrac {\theta }{2}}} maguk is racionálisak, és ha {\displaystyle \theta } és {\displaystyle \phi } S-beli pontok, akkor távolságuk a következő racionális szám:
{\displaystyle \left|2\sin {\frac {\theta }{2}}\cos {\frac {\varphi }{2}}-2\sin {\frac {\varphi }{2}}\cos {\frac {\theta }{2}}\right|.}
Általánosabban, egy {\displaystyle \rho } sugarú kör pontosan akkor tartalmazza egymástól racionális távolságra lévő pontok sűrű részhalmazát, ha {\displaystyle \rho ^{2}} racionális. Ezek a halmazok azonban csak a körön sűrűek, nem az egész síkot tekintve.

## Történet és részeredmények
1946-ban Stanisław Ulam lengyel-amerikai matematikus vetette fel a kérdést, hogy vajon létezik-e olyan, egymástól racionális távolságra lévő pontokból álló halmaz, mely az euklideszi sík sűrű részhalmazát alkotja. Erdős sejtése az volt, hogy ha egy S halmaz sűrű racionális részhalmazzal rendelkezik, akkor S-nek nagyon speciálisnak kell lennie – egyenesen és körön kívül más ilyen S halmaz nem ismert.
Bár Ulam kérdése továbbra is nyitott, Solymosi József és Frank de Zeeuw megmutatták, hogy az irreducibilis algebrai görbék közül valóban csak egyenesek és körök tartalmaznak végtelen sok, egymástól racionális távolságra lévő pontot. Terence Tao későbbi később rámutatott, hogy ha a Bombieri–Lang-sejtés igaznak bizonyul, az ott felhasznált módszerekkel megmutatható, hogy a síkban nincsenek egymástól racionális távolságra lévő, sűrű végtelen ponthalmazok. Más módszerekkel Hector Pasten igazolta, hogy az abc-sejtés beigazolódása szintén negatívan döntené el az Erdős–Ulam-problémát.

## Következmények
Ha az Erdős–Ulam-problémára pozitív válasz születne, ellenpéldát nyújtana mind a Bombieri–Lang-sejtésre, mind az abc-sejtésre. Emellett megoldaná a síkbarajzolható gráfok egész hosszúságú élekkel történő síkba rajzolásával foglalkozó Harborth-sejtést: ha létezne a síknak sűrű, racionális távolságú részhalmaza, bármely síkbarajzolható gráf a Fáry-tétel alapján létező egyenes vonalú lerajzolása minimális módosítással átalakítható lenne úgy, hogy ennek a halmaznak a pontjait használja csúcsokként, majd átméretezhető úgy, hogy a racionális távolságok egész számokká alakuljanak.

## Fordítás
- Ez a szócikk részben vagy egészben az Erdős–Ulam problem című angol Wikipédia-szócikk ezen változatának fordításán alapul.  Az eredeti cikk szerkesztőit annak laptörténete sorolja fel. Ez a jelzés csupán a megfogalmazás eredetét és a szerzői jogokat jelzi, nem szolgál a cikkben szereplő információk forrásmegjelöléseként.